# 佐野利器
佐野利器（さの としかた、1880年（明治13年）4月11日—1956年（昭和31年）12月5日），日本建筑师，日本大正时期和战前昭和时期的建筑权威。在世界上首次确立了耐震构造论。